# 点讯输入法
点讯输入法是上海点讯网络技术有限公司专门开发的，适用于多种操作系统的手机输入法，目前已被百度收购，成为百度手机输入法。

## 功能
- 智能拼音、五笔画、智能英文，丰富符号输入
- 条状、九宫格、短按、长按、快捷键多种模式
- 数字键、Qwerty键盘，并支持内外屏自动切换
- 支持不同输入法的操作方式

## 版本
- S60最新版本：S60S60华丽版v6.2.0018Beta版
- PPC最新版本：PPC通用版V6.0 Beta2
- WM SP最新版本：点讯梅花输入法WM SP全键盘通用版V6.1测试版
- 黑莓最新版本：BlackBerry全键盘版V1.0测试版